# نهر سوروت
سوروت (بالروسية: Сороть)‏ هو نهر يمرّ من مناطق نوفورشيفسكي وبيرزانيتسكي وبوشكينوجورسكي من بسكوف أوبلاست في روسيا. يعتبر الرافد الأيمن لنهر فيليكايا.
منبع سوروت هو بحيرة ميخالكينسكوي في الجزء الشرقي من مقاطعة نوفورجيفسكي. يتدفق النهر نحو الشرق، ويصل إلى الحدود بين منطقتي نوفورشيفسكي وبيرزانيتسكي. في المسار السفلي، يتدفق نهر سوروت عبر محمية متحف ميخائيلوفسكوي. تقع بلدة نوفورجف على ضفاف نهر سوروت.
يتدفق نهر سوروت عبر عدد من البحيرات، أكبرها بحيرة بيلوجولي وبحيرة بوسادنيكوفسكوي.

## جغرافيا
يبلغ طول النهر 80 كيلومتر (50 ميل)، ومساحة حوضه 3,910 كيلومتر مربع (1,510 ميل2).  ويستنزف مستجمعات مائية تبلغ مساحتها 3910 كيلومترًا مربعًا.
يوجد نهر سوروت في الجزء الشرقي من بسكوف أوبلاست، باعتباره منفذًا لبحيرة ميخالكينسكي. يتجه إلى حدّ ما من الشرق إلى الغرب، قبل أن يتدفق على الضفة اليمنى إلى نهر فيليكايا، الذي تتدفق مياهه إلى نارفا عبر بحيرة بيبوس.